# Gloucestershire Regiment
Das Gloucestershire Regiment, im Allgemeinen als Glosters bezeichnet, war ein Linieninfanterieregiment der British Army, das von 1881 bis 1994 existierte. Das Regiment entstand durch den Zusammenschluss des 28th (North Gloucestershire) Regiment of Foot mit dem 61st (South Gloucestershire) Regiment of Foot. Bei seiner Gründung bestand das Regiment aus zwei regulären, zwei Miliz- und zwei Freiwilligenbataillonen und kam erstmals im Zweiten Burenkrieg zum Einsatz.

## Herkunft
Das Gloucestershire Regiment geht auf das 1694 in Portsmouth von Colonel John Gibson aufgestellte Regiment of Foot, (1742 in 28th Regiment of Foot umbenannt) und das 1758 von Granville Elliott ausgehobene 61st Regiment of Foot zurück. 1782 wurden beide Regimente erneut umbenannt; in 28th (North Gloucestershire) Regiment of Foot und 61st (South Gloucestershire) Regiment of Foot. Im März 1801 gehörte das 28th Regiment zum britischen Expeditionskorps unter Ralph Abercromby, das in der Bucht von Abukir in Ägypten landete, um sich der französischen Armée d’Orient entgegenzustellen.
Während des 19. Jahrhunderts wurden die relativ ereignislosen Stationierungen im In- und Ausland durch Zeiten des aktiven Kriegsdienstes unterbrochen. Das 28th und das 61st Regiment kämpften beide in Ägypten und auf der Iberischen Halbinsel während des Spanischen Unabhängigkeitskriegs. Das 28th Regiment war ebenfalls in der Schlacht bei Quatre Bras und in der Schlacht von Waterloo beteiligt. Mitte des 19. Jahrhunderts wurde das 61st Regiment im Zweiten Sikh-Krieg und während des Sepoyaufstands eingesetzt. Das 28th Regiment wurde unterdessen auf der Krim eingesetzt, wo es sich an der Schlacht an der Alma, Inkerman und an der Belagerung von Sewastopol beteiligte.

## Aufstellung
1872 wurde mit den Cardwell-Reformen die Organisation der britischen Armee nach Grafschaften auf der Grundlage von Infanterieregimentern mit zwei Bataillonen eingeleitet, ein Prozess, der neun Jahre später mit den Childers-Reformen abgeschlossen wurde. Infolgedessen wurden das 28. und das 61st Regiment 1881 zum Gloucestershire Regiment zusammengelegt, das in der Horfield Barracks in Bristol stationiert war. Im Zuge der Reformen wurden auch die Hilfstruppen der Grafschaft in das Regiment aufgenommen, so dass es bei seiner Gründung aus zwei regulären, zwei Miliz- und zwei Freiwilligenbataillonen bestand:
- 1. Bataillon - ehemals 28th (North Gloucestershire) Regiment of Foot
- 2. Bataillon - ehemals 61st (South Gloucestershire) Regiment of Foot
- 3. (Miliz-)Bataillon - ehemals Royal South Gloucestershire Militia
- 4. (Miliz-)Bataillon - ehemals Royal North Gloucestershire Militia
- 1. Freiwilligen-Bataillon - ehemals 1st Gloucestershire Rifle Volunteers
- 2. Freiwilligen-Bataillon - ehemals 2nd Gloucestershire Rifle Volunteers[5]

Obwohl beide Bataillone gezwungen waren, ihre individuellen Uniformfarben – gelb für das 28th Regiment und sandfarben für das 61st Regiment – aufzugeben, als die Regierung ein einheitliches Weiß für alle englischen und walisischen Regimenter vorschrieb, akzeptierte das Gloucestershire Regiment diese Änderung seiner Regimentsfarben nie. Beide Bataillone behielten ihre alten Farben bis 1929 bei, als schließlich als Kompromiss das Primelgelb gewählt und anschließend eine neue Regimentsfarbe vorgestellt wurde. Das neue Regiment übernahm den Marsch The Kinnegad Slashers und seinen offiziellen Spitznamen Slashers vom 28th Regiment. Der Name geht auf einen Vorfall aus dem Jahr 1764 zurück, als Angehörige des Regiments angeblich einem Magistrat von Montreal, der die nach dem Siebenjährigen Krieg in der Stadt stationierten Soldaten belästigt hatte, einen Teil seines Ohrs abschnitten. Das Regiment wurde manchmal auch als The Old Braggs, The Flowers of Toulouse, nach den scharlachroten Uniformen des 61st Regiment und The Silver-Tailed Dandies, nach den silbernen Verzierungen an den überdurchschnittlich langen Rockschössen der Uniform des 61st Regiment bezeichnet.

## Zweiter Burenkrieg
Die Anfänge des Gloucestershire-Regiments verliefen ruhig. Die beiden Bataillone wurden abwechselnd im Inland und in Übersee eingesetzt. Ihr erster Einsatz fand 1899 während des Zweiten Burenkrieges statt. Das 1. Bataillon wurde nach Ladysmith entsandt und gehörte zu einer Kolonne, die am 24. Oktober den Rückzug einer Brigade nach der Schlacht von Talana Hill decken sollte. Als die Kolonne in der Nähe von Rietfontein unter Beschuss geriet, wurde das 28th Regiment über das Feld gegen die markantesten Hügel geschickt. Da ihr Vormarsch zu schnell und zu weit war, saßen die Männer mehrere Stunden lang in der offenen Ebene fest. Trotz des heftigen Beschusses durch die Buren gelang ihnen schließlich der Rückzug, allerdings unter dem Verlust von fünf getöteten und 58 verwundeten Männern.

Fünf Tage später wurden fünf Kompanien des Regiments zusammen mit sechs Kompanien der Royal Irish Fusiliers unter Colonel Frank Carleton damit beauftragt, den Nicholson's Nek, einen Pass etwa 10 km nördlich von Ladysmith, einzunehmen. Da es Carleton nicht möglich schien, den Pass vor Sonnenuntergang zu erreichen, bezog er eine Ausweichstellung auf dem nahe gelegenen Tchrengula Hill. Als die Männer den Kamm fast erreicht hatten, gerieten ihre Packesel aus unbekannten Gründen in Panik, kehrten um, überrannten die Männer und verursachten völlige Verwirrung. Mit dem Verlust der Maultiere waren auch ihre Ausrüstung und Vorräte verschwunden. Im Morgengrauen wurden die Briten von den Buren entdeckt und nach mehreren Stunden schließlich gezwungen, sich zu ergeben. Das Bataillon hatte 38 Tote und 115 Verwundete zu beklagen, die Überlebenden wurden als Kriegsgefangene in Pretoria interniert.

Im Januar 1900 traf das 2. Bataillon in Südafrika ein. Das Bataillon kämpfte in der Schlacht von Paardeberg, die am 27. Februar mit der Gefangennahme von General Piet Cronjé und seiner rund 4.000 Mann starken Truppe endete. Am 15. März rückte das Bataillon in Bloemfontein ein, wo es bis 1904 als Garnison diente. Das 1. Bataillon, nach der Einnahme von Pretoria am 5. Juli wurde im August 1900 nach Ceylon entsandt, wo es bis 1903 die Kriegsgefangenen der Buren bewachte. Einige der Hilfsbataillone des Regiments, die im Jahr 1900 durch die Bildung des 3. Freiwilligenbataillons aufgestockt wurden, spielten ebenfalls eine Rolle in diesem Krieg. Am 16. März 1900 landete eine Kompanie von 124 Offizieren und Männern des 1. und 2. Freiwilligenbataillons in Kapstadt. Sie dienten ein Jahr lang an der Seite des 2. Bataillons und wurden im April 1901 durch eine zweite Freiwilligenkompanie ersetzt. Das 4. (Miliz-)Bataillon bewachte unterdessen auf St. Helena gefangene Buren. Am Ende des Krieges waren 96 Mann im Kampf gefallen und, 214 weitere verwundet worden. Darüber hinaus gab es 250 Tote durch Krankheiten.

## Erster Weltkrieg
Nach dem Territorial and Reserve Forces Act von 1907, mit dem die britische Armee umstrukturiert und die Miliz- und Freiwilligenbataillone in die Spezialreserve und die Territorialarmee umgewandelt wurden, wurde das 4. (Miliz-)Bataillon aufgelöst. Bei Ausbruch des Ersten Weltkriegs 1914 bestand das Gloucestershire Regiment aus:
- 1. Bataillon - (der 3. Brigade in der 1. Division zugeteilt)
- 2. Bataillon - stationiert in China
- 3. (Reserve-)Bataillon, Spezialreserve - ehemals 3. (Miliz-)Bataillon
- 4. Bataillon, Territorialarmee - ehemals 1. Freiwilligenbataillon
- 5. Bataillon, Territorialarmee - ehemals 2. Freiwilligenbataillon
- 6. Bataillon, Territorialarmee - ehemals 3. Freiwilligenbataillon

Im Laufe des Krieges stellte das Regiment weitere 18 Bataillone auf, so dass insgesamt 16 Bataillone des Gloucestershire Regiments in Frankreich und Flandern, Italien, Türkei, Ägypten, Mesopotamien, Persien und Saloniki im Einsatz waren.

### Reguläre Armee
Das 1. Bataillon wurde im August 1914 nach Frankreich verlegt und kam an der Westfront zum Einsatz. Am 26. August 1914 erlitt es bei Landrecies während des Rückzugs der Briten und Franzosen an die Marne die ersten Verluste und musste im September während der ersten Schlacht an der Aisne weitere Verluste hinnehmen. Am 19. Oktober 1914 nahm das Bataillon an der Ersten Flandernschlacht teil. Das Regiment spielte eine zentrale Rolle bei der Verteidigung von Langemarck, wurde mehrfach zu Gegenangriffen bei feindlichen Durchbrüchen herangezogen und bestand bei seiner Ablösung nach vier Wochen nur noch aus 102 Mann inklusive Offiziere.  Während der alliierten Winteroperationen nahm das Regiment an der Verteidigung von Festubert und Givenchy teil. 1915 nahm das Bataillon an der Schlacht von Aubers und der Schlacht bei Loos teil. 1916 wurde das Regiment in der Schlacht an der Somme eingesetzt und beteiligte sich an den Gefechten bei Bazentin und Pozières.

Anfang 1917 nahm das 1. Bataillon am Vorstoß auf die Siegfriedstellung teil. Das einzige nennenswerte Geschehen des 1. Bataillons 1917 fand am Ende der dritten Flandernschlacht im November statt. Im April nahm das 1. Bataillon an der vierten Flandernschlacht teil. Das Bataillon kam im September und Oktober in der Schlacht von Épehy und in der Schlacht am Saint-Quentin-Kanal erneut zum Einsatz. Das 1. Bataillon erlebte sein letztes Gefecht des Krieges am 4. November 1918 in der Schlacht an der Sambre, wo es dazu beitrug, Catillon und den Übergang über den Sambre-Kanal einzunehmen, etwa 6 km von dem Ort entfernt, an dem es vier Jahre zuvor seine Feuertaufe erlebte.

Das 2. Bataillon kehrte im November 1914 aus Tianjin zurück und landete im darauffolgenden Monat als Teil der 81. Brigade der 27. Division in Frankreich. Zu seinem ersten bedeutenden Einsatz kam es im Mai 1915 während der Zweiten Flandernschlacht, bei dem das Regiment 40 Tote und 90 Verwundete zu verzeichnen hatte. Ende 1915 wurde die 27. Division dem XVI. Korps an der Salonikifront unterstellt. Im Juli 1916 übernahm das XVI. Korps die Linie des Flusses Struma und war in den folgenden zwei Jahren an Operationen entlang des Struma-Tals beteiligt, ab November 1916 als Teil der 82. Brigade. Im Juli 1918 wurde die 27. Division dem XII. Korps südwestlich von Dojran unterstellt. Mit der Einnahme des Vorgebirges von Roche Noire am 1. September endete der Krieg für das 2. Bataillon.

### Spezialreserve
Die Spezialreserve wurde für die doppelte Aufgabe der Landesverteidigung, und Reservisten, Spezialreservisten und später neue Rekruten als Verstärkung für die in Übersee eingesetzten regulären Bataillone zu organisieren mobilisiert. Das 3. (Reserve-)Bataillon diente während des gesamten Krieges in der Thames-Medway Garrison. 1916 wurde es in die Ausbildungsreserve eingegliedert.

### Miliz
In der Mitte des 18. Jahrhunderts wurden in den Grafschaften Milizregimenter zur Landesverteidigung und als Reserve für die reguläre Armee aufgestellt. 1759 wurde die Gloucestershire Miliz in zwei Milizbataillone reorganisiert, die 1763 als South Gloucestershire Militia mit Sitz in Gloucester und North Gloucestershire Militia mit Sitz in Cirencester aufgestellt wurden. 1859 wurden auf Grafschaftsebene Freiwilligenkorps aufgestellt, die zur Bildung des 1. Gloucestershire Rifle Volunteer Corps und des 2. Gloucestershire Rifle Volunteers führten.

### Territorialarmee
Jedes der Bataillone der Territorialarmee meldete sich freiwillig zum Dienst in Übersee und stellte ein zweites Bataillon auf, wobei die sechs Bataillone die Nummern 1/4., 1/5., 1/6. trugen. Die ursprünglichen Territorialbataillone stellten 1915 auch jeweils ein drittes Bataillon als heimische Reserve auf, das jedoch 1916 zum 4. Reserve-Bataillon zusammengelegt wurde. Die ersten drei Bataillone wurden im März 1915 als Teil der 48. Division nach Frankreich verlegt. Das 4. und 6. Bataillon in der 144. Brigade und das 5. Bataillon in der 145. Brigade. Ihre ersten nennenswerten Gefechtserfahrungen machten sie während der Somme-Offensive. Vom 16. bis zum 21. Juli nahmen alle drei Bataillone an den Gefechten bei Bazentin und zwischen dem 13. und 27. August  bei Pozières teil. Im Februar 1917 wurde die 48. Division in Stellungen gegenüber von Péronne verlegt. Nach Operation Alberich beteiligten sie sich im März und April  am Vormarsch auf die Siegfriedstellung. Im Juli wurde die Division nach Ypern verlegt, wo die Bataillone an den Gefechten während der Dritten Flandernschlacht teilnahmen. Die Gesamtverluste der drei Bataillone bei Passendale beliefen sich auf 1.186 Mann.

Im Dezember 1917 wurde die 48. Division nach Italien verlegt, wo die Bataillone durch den Ausbruch der Grippe geschwächt wurden. Im Juni 1918 waren das 5. und das 6. Bataillon in der Zweiten Schlacht am Piave im Einsatz, während das 4. und das 6. Bataillon Anfang November in der Schlacht von Vittorio Veneto ihre letzten Gefechte des Krieges bestritten. Das 5. Bataillon wurde im September 1918 zur 75. Brigade der 25. Division versetzt und kehrte nach Frankreich zurück. Im Oktober kämpfte es bei der Einnahme der Beaurevoir-Linie während der Schlacht am Kanal von St. Quentin und bei der Schlacht an der Selle. Bei letzterer wurde das Bataillon fast vier Stunden lang aufgehalten, bis der Gefreite Francis George Miles allein vorrückte und zwei feindliche Maschinengewehrstellungen ausschaltete, wofür er mit dem Viktoriakreuz ausgezeichnet wurde. Das letzte Gefecht des 5. Bataillon fand im November während der Schlacht an der Sambre statt.

Die letzten drei Bataillone wurde im September 1914 aufgestellt und verblieben im Vereinigten Königreich, bis sie im Mai 1916 als Teil der 61. Division nach Frankreich verlegt wurden. Das 2/4. und 2/6. Bataillon in der 183. Brigade und das 2/5. Bataillon in der 184. Brigade. Die drei Bataillone absolvierten Einsätze an der Front um Neuve-Chapelle und in der Schlacht von Fromelles. Dabei erlitten das 2/4. und das 2/6. Bataillon am 19. Juli 1916 bei einem erfolglosen Angriff insgesamt 332 Verluste. Im März und April 1917 waren die drei Bataillone beim Vorstoß auf die Hindenburglinie südlich der Somme im Einsatz. Im Juli wurde die 61. Division nach Ypern verlegt, und alle drei Bataillone kämpften im folgenden Monat in der Nähe von Gheluvelt, wo das 2/4. Bataillon mit über 200 Opfern besonders schwer getroffen wurde. Am 3. Dezember, während der Schlacht von Cambrai, zwang ein deutscher Gegenangriff sowohl das 2/4. Bataillon als auch das 2/6. Bataillon zum Rückzug aus ihren Stellungen bei La Vacquerie, südwestlich von Cambrai. Bei dieser Attacke wurden beide Bataillone um einen Großteil ihrer Gesamtstärke dezimiert.

Im Februar 1918 wurden das 2/4. und 2/6. Bataillon aufgelöst und ihre Männer auf das 2/5. Bataillon und das 24. Entrenching Bataillon verteilt. Während Unternehmen Michael die Anfangsphase der deutschen Frühjahrsoffensive, wurde das 2/5. Bataillon auf 150 Mann dezimiert. Die 61. Division wurde im April zur Verstärkung der First Army nach Norden verlegt, wodurch das 2/5. Bataillon in der Schlacht an der Lys in mehreren Gefechten südwestlich von Merville zum Einsatz kam. Am 30. September kämpfte das Bataillon bei Fleurbaix, südwestlich von Armentières, und am 1. und 2. November in der Schlacht von Valenciennes seinem letzten Gefecht in diesem Krieg.

### New Army
Mit dem Aufruf von Lord Kitchener zu den Waffen wurden dem Regiment zwischen 1914 und 1916 zehn Bataillone der New Army (7. bis 16.) hinzugefügt. Drei von ihnen, das 11., das 15. und das 16. Bataillon, waren heimische Reservebataillone, die später in die Ausbildungsreserve überführt wurden.

#### 7. Bataillon
Das 7. Bataillon wurde im August 1914 in Bristol aufgestellt. Im Juni 1915 wurde es als Teil der 39. Brigade der 13. Division auf die Insel Lemnos entsandt und wurde ab dem darauffolgenden Monat in Gallipoli eingesetzt. Sein erstes Gefecht hatte das Bataillon am 8. August in der Schlacht von Chunuk Bair, in der mehr als 820 Gefallene zu beklagen hatte, darunter alle Offiziere, Warrant Officer und Unteroffiziere. Im Januar 1916 wurde das wieder aufgestockte Bataillon nach Ägypten und im März nach Mesopotamien verlegt. Nach einem Ausbruch von Rückfallfieber nahm das Bataillon Mitte April an dem erfolglosen Versuch teil, die britischen Truppen in Knut zu entsetzten. Das Bataillon war im Dezember 1916 und im Februar 1917 an der Einnahme von Kut im beteiligt und bestritt sein letztes Gefecht am 29. März 1917 während der Samarra-Offensive. Es verbrachte die nächsten 15 Monate hauptsächlich mit Verteidigungs- und Kasernendienst und wurde im September 1919 aufgelöst.

#### 8. Bataillon
Das 8. Bataillon wurde im September 1914 ebenfalls in Bristol aufgestellt. Es kam im Juli 1915 als Teil der 57. Brigade der 19. Division in Frankreich an und kam im darauffolgenden Jahr in der Schlacht von Albert zum ersten Mal zum Einsatz, wo es zur Einnahme von La Boisselle beitrug. Nach einem erfolgreichen deutschen Gegenangriff konnte das Bataillon unter dem Verlust von 302 Verwundeten und Getöteten, das verlorene Gebiet zurückzuerobern. Das Bataillon beteiligte sich bis zum Ende der britischen Offensive an der Somme an den Gefechten bei Pozières und Ancre. Die Gesamtverluste betrugen insgesamt 971 Tote und Verwundete.

1917 war das 8. Bataillon im Juni in der Schlacht bei Messines im Einsatz, kämpfte im Juli in der Nähe von Oosttaverne, südlich von Ypern, in zwei kleineren Gefechten und war im August an der dritten Flandernschlacht beteiligt. Ab März 1918, folgten Einsätze während der deutschen Frühjahrsoffensive bei Mesen, Bailleul und am Kemmelberg. Im Mai wurde die 19. Division, der Sechsten Französischen Armee unterstellt und nahm an der Dritten Schlacht an der Aisne teil. Das Bataillon kam im Oktober in der Schlacht an der Selle zum letzten Mal zum Einsatz und wurde im Mai 1919 aufgelöst.

#### 9. Bataillon
Das 9. Bataillon wurde im September 1914 aufgestellt und erreichte Frankreich im September 1915 als Teil der 78. Brigade der 26. Division. Die Division wurde im November 1915 dem XII. Korps der britischen Saloniki-Armee unterstellt. Das Bataillon nahm am 25. April und am 8. Mai 1917 während der Schlacht am Dojransee an Angriffen gegen die bulgarischen Linien teil. Im Juli 1918 wurde das Bataillon zur 198. Brigade der 66. Division in Frankreich verlegt und im November 1919 aufgelöst.

#### 10. Bataillon
Das 10. Bataillon wurde im September 1914 in Bristol aufgestellt, rekrutierte aber hauptsächlich Freiwillige aus Cheltenham. Im August 1915 wurde es nach Frankreich beordert und der 1. Brigade der 1. Division unterstellt. Es erlebte sein erstes Gefecht am 25. September während der Schlacht von Loos. Am 23. Juli 1916 griff das Bataillon während der Schlacht von Pozières die deutsche Linie östlich des Dorfes an und war im August an zwei weiteren Angriffen in derselben Gegend beteiligt, jedoch ohne Erfolg. Die letzte Kampfhandlung des Bataillons erfolgte am 9. September bei einem gescheiterten Angriff auf Bazentin, bei dem 122 Opfer zu beklagen waren. 1917 wurde das 10. Bataillon an den Ypernfrontbogen verlegt. Es wurde im Februar 1918 aufgelöst, und seine Männer wurden auf das 1. und 8. Bataillon des Regiments sowie auf das 13. Schützenbataillon verteilt.

#### 12. Bataillon
Das 12. Bataillon wurde im August 1914 von einem Bürger-Rekrutierungskomitee aufgestellt. Im Juni 1915 wurde es vom Kriegsministerium übernommen und im November als Teil der 95. Brigade in der 5. Division nach Frankreich geschickt. Das Bataillon kam 1916 während der Schlacht an der Somme zum Einsatz: Am 29. Juli bei Longueval, zwischen dem 3. und 5. September während der Schlacht von Guillemont, bei der es etwa 300 Verluste erlitt, und am 25. September während der Schlacht von Morval. Am 8. Mai 1917, während der Schlacht von Arras, wurde das Bataillon praktisch mit dem Verlust von 296 Männern bei Fresnoy vernichtet und kam erst wieder am 4. Oktober in der Schlacht von Broodseinde zum Einsatz. Im Dezember wurde die 5. Division nach Italien verlegt, wo sie entlang des Flusses Piave in Stellung ging. Die Division kehrte im April 1918 nach Frankreich zurück und besetzte Positionen in der Nähe des Nieppe-Waldes. Seine letzte Kampfhandlung erfolgte während der Zweiten Schlacht von Bapaume, bei der es am 21. August etwa 100 Verluste erlitt, aber am 23. August Irles erobern konnte. Am 6. Oktober wurde das Bataillon aufgelöst und seine Männer auf die anderen Einheiten der 5. Division verteilt.

#### 13. Bataillon
Das 13. Bataillon wurde im Dezember 1914 in Malvern von Henry Webb aufgestellt und rekrutierte Bergleute aus Südwales und den Kohlerevieren von Durham. Im Juli 1915 wurde es vom Kriegsministerium übernommen und ging im März 1916 als Pionierbataillon der 39. Division nach Frankreich. Die ersten Gefechtshandlungen fanden am 30. Juni 1916 bei Richebourg statt. Ende des Jahres folgte der nächste Einsatz, während der Operationen an der Ancre. Im März 1918 erlitt das Bataillon besonders hohe Verluste in der ersten Woche der Frühjahrsoffensive. Bis zum Abzug der Division am 31. März hatte das Bataillon 326 Tote und Verwundete zu verzeichnen. Das letzte Gefecht fand am 26. April während der Schlacht an der Lys statt.

#### 14. Bataillon
Das 14. Bataillon war eine Bantam-Einheit von Freiwilligen aus Bristol und Birmingham, die zuvor aufgrund ihrer geringen Körpergröße abgelehnt worden waren. Es wurde im April 1915 vom Bürger-Rekrutierungskomitee aufgestellt, im Juni 1915 vom Kriegsministerium übernommen und im Januar 1916 als Teil der 105. Brigade in der 35. Division nach Frankreich geschickt. Seine erste bedeutende Kampfhandlung fand am 8. Juni südöstlich von Neuve-Chapelle statt. Das Bataillon beteiligte sich im Oktober 1917 und Februar 1918 an Gefechten bei Passendale. Mitte Februar wurde das Bataillon aufgelöst und seine Männer dem 13. Bataillon zugeteilt.

#### 18. Bataillon
Das 18. Bataillon wurde 1918 aus Teilen des 5. Bataillons der Oxfordshire und Buckinghamshire Light Infantry aufgestellt und im August 1918 als Teil der 49. Brigade in der 16. Division nach Frankreich verlegt. Es kam am 11. September zum Einsatz, als es erfolgreich das Eisenbahndreieck westlich von Auchy angriff. Das Bataillon wurde im Juni 1919 aufgelöst.

## Zwischenkriegszeit
Nach dem Ende des Ersten Weltkriegs wurde das Regiment wieder abwechselnd im In- und Ausland eingesetzt. Das 1. Bataillon absolvierte Einsätze in Irland, und in Deutschland und kehrte 1923 ins Vereinigte Königreich zurück. In der Zwischenzeit wurde das 2. Bataillon nach Indien entsandt, wobei es im Februar 1927 kurzfristig einen fünfmonatigen Einsatz in Schanghai absolvierte, als kriegführende chinesische Parteien die internationale Siedlung in Schanghai bedrohten. 1928 kehrte das 2. Bataillon in die Heimat zurück und das 1. Bataillon wurde nach Übersee entsandt, wo es drei Jahre in Ägypten, ein Jahr in Singapur und sechs Jahre in Indien diente, bevor es 1938 in Birma stationiert wurde. Aus Sorge vor einer italienischen Invasion nach dem Abessinienkrieg wurde das 2. Bataillon im Januar 1936 kurzfristig nach Ägypten entsandt.

## Zweiter Weltkrieg
Bei Ausbruch des Krieges bestand das Regiment aus den folgenden Einheiten:
- 1. Bataillon – stationiert in Burma[37]
- 2. Bataillon – der 8. Infanterie-Brigade in der 3. Division zugeteilt[38]
- 5. Bataillon –  144. Infanterie-Brigade in der 48. Division zugeteilt[39]
- 7. Bataillon –  183. Infanterie-Brigade in der 61. Division zugeteilt[40]

### Westfeldzug
Das 2. Bataillon wurde am 2. Oktober 1939 nach Frankreich entsandt. Vier Monate später erreichte das 5. Bataillon Frankreich. Im Mai 1940, führte der deutsche Durchbruch bei Sedan zum Rückzug nach Dünkirchen. Am 25. Mai wurde das 2. Bataillon, nach Cassel abkommandiert, wo es zwei Tage lang den deutschen Angriffen standhielt. Die Verluste betrugen 194 Tote und Verwundete und 484 Kriegsgefangene. In der Zwischenzeit erhielt das 5. Bataillon eine ähnliche Aufgabe in den Dörfern Arneke und Ledringhem, etwa 6 km nordwestlich von Cassel. Das Bataillon bezog am 26. Mai Stellung und zog sich in den frühen Morgenstunden des 29. Mai auf Befehl zurück. Die Überlebenden erreichten vor Morgengrauen des nächsten Tages Bray Dunes und wurden anschließend von kleinen Schiffen vom Strand evakuiert.

### Burma 1941–1942
Im März 1942 stellte das 1. Bataillon die Nachhut für den britischen Rückzug aus Rangun während der japanischen Eroberung von Burma. Es erlebte seine erste bedeutende Kampfhandlung des Krieges am 7. und 8. März bei Taukkyan. Für den Rest des Monates operierte das Regiment unabhängig, um den Rückzug zu decken. Das Bataillon wurde im Frühjahr 1942 nach Indien entsandt, wo es den Rest des Krieges verbrachte und keine weiteren Kampfhandlungen erlebte.

### Heimatfront
Nach der Rückkehr in das Vereinigte Königreich wurde das 5. Bataillon zur Landesverteidigung in Cornwall eingesetzt. Im Juni 1941 wurde es in eine Aufklärungseinheit umgewandelt und am 14. Oktober 1941 als 43. Aufklärungsregiment gelistet. Dadurch löste es jede Verbindung zum Gloucestershire Regiment auf. Das 7. Bataillon, wurde nach Nordirland versetzt, kam jedoch nicht zum Einsatz und wurde 1944 zu einer Ausbildungseinheit.

In Vorbereitung auf eine deutsche Invasion wurden unter den Farben des Regiments eine Reihe von Heimatverteidigungs-Bataillonen aufgestellt. Das 8. Bataillon wurde aus den National Defence Companies gebildet und bestand aus Männern, die zu alt, zu jung oder nicht fit genug für den aktiven Dienst waren. Der jüngere Teil dieses Bataillons bildete später das 70. Bataillon. Auch ein 9. und 10. Bataillon wurden aufgestellt, das erstere diente in Nordirland, das letztere in Südwales und dann in Lincolnshire. Das 11. Bataillon wurde im Oktober 1940 aus einer Umbenennung des 50. Bataillons geschaffen, sodass 32.000 Männer in 19 Bataillonen der Home Guard die Abzeichen des Regiments trugen. Mit dem Nachlassen der Invasionsgefahr wurden die meisten dieser Bataillone aufgelöst: Das 8. und 70. Bataillon 1942, das 9. 1943 und die Home Guard 1945. Das 11. Bataillon wurde im Februar 1942 zur Luftverteidigung eingesetzt und in 118. leichtes Flugabwehrregiment umbenannt. Das 10. Bataillon wurde 1942 in 159th Regiment umbenannt und dem Royal Armoured Corps unterstellt. Im Oktober wurde es nach Indien geschickt, und im März 1943 erneut als 10. Bataillon geführt.

### Normandie
1944 wurde das 2. Bataillon der 56. Infanteriebrigade zugewiesen. Am 6. Juni landete die Brigade ohne Zwischenfälle in der zweiten Welle am Gold Beach. Das Bataillon beteiligte sich an Kämpfen in Tilly-sur-Seulles, während Operation Perch, Operation Bluecoat und in Thury-Harcourt in Vorbereitung auf Operation Tractable. Mitte August wurde die 56. Brigade der 49. Division unterstellt. Sie verblieb bei dieser Division bis zum Ende des Krieges. Es führte am 12. September den Angriff auf Le Havre an und war die erste britische Einheit, die das Fort der Stadt einnahm. 

Von Le Havre aus rückte das 2. Bataillon weiter bis nach Belgien und in die Niederlande vor. Ende November erreichte das Bataillon Nijmegen, wo es über vier relativ ruhige Monate verbrachte, unterbrochen nur durch Kämpfe bei Zetten im Januar 1945. Die letzten Kampfhandlungen des Bataillons fand am 12. April an der IJssel statt. Nach der Kapitulation der Deutschen am 8. Mai erreichte 2. Bataillon Osnabrück. Es stellte eine Abteilung zur Bewachung der Angeklagten bei den Nürnberger Prozessen und wurde im August der 5. Gardebrigade in Berlin zugeteilt. Zwischen der Landung in der Normandie am 6. Juni 1944 und dem VE-Day am 8. Mai 1945 hatte das Bataillon 718 Tote und Verwundete zu beklagen.

### Burma 1944–1945
1944 wurde das 10. Bataillon der 72. Brigade der 36. Infanteriedivision zugeteilt und nach Burma entsandt. Das Bataillon erreichte im Februar 1944 die Arakan-Halbinsel (heutiges Rakhine). Ihr erster Kampfeinsatz folgte während der japanischen Offensive Operation Ha-gō. Im Mai wurde die Division in die Reserve versetzt und im Juli per Luftbrücke nach Myitkyina gebracht, wo sie dem Northern Combat Area Command (NCAC) unter US-General Joseph Stilwell unterstellt wurde. Sie drang entlang der Mandalay-Eisenbahn nach Süden vor und eroberte am 9. August Taungni. Im November war es an heftigen Kämpfen in Pinwe beteiligt, bevor es am 26. November abgelöst wurde. Das 10. Bataillon setzte seinen Vormarsch nach Süden im Januar 1945 fort und war in einer Reihe von Gefechten um Mabein im Einsatz. Der letzte Kampfeinsatz folgte im Februar bei Myit Son. Im Mai kehrte das Bataillon nach Indien zurück und wurde im Dezember 1945 in Poona aufgelöst.

## Nachkriegszeit
Das Regiment erhielt 20 verschiedene Schlacht-Ehrenzeichen und verlor 870 Männer, die in den neun Bataillonen während des Zweiten Weltkriegs gedient hatten. Nur die beiden regulären Bataillone blieben dem Regiment nach Kriegsende erhalten. 1947 kehrte das 1. Bataillon von Indien in das Vereinigte Königreich zurück, während das 2. Bataillon nach Jamaika, Bermuda und Britisch-Honduras (heutiges Belize) entsandt wurde. Am 21. September 1948 wurden beide Bataillone zu einem einzigen zusammengefasst.

## Korea
Nach seiner Rückkehr nach Großbritannien im Jahr 1949 wurde das Bataillon unter dem Kommando von Oberstleutnant James Carne der 29. Infanteriebrigade zugeteilt. Nach Ausbruch des Koreakrieges wurde das Bataillon am 3. November 1950, nach Korea entsandt.

### Schlacht am Imjin
Anfang April bezog die 29. Brigade auf einer 14 Kilometer langen Front entlang des Imjin-Flusses Stellung, wobei das Bataillon eine Furt in der Nähe des Dorfes Choksong auf ihrer linken Flanke bewachte. Nach Einbruch der Dunkelheit am 22. April starteten die Chinesen ihren Angriff. Der Versuch der Chinesen, die Furt zu überqueren, konnte dreimal zurückgeschlagen werden, bevor sich die Soldaten wegen Munitionsmangel zurückziehen mussten. Im Laufe der Nacht wurden die vorgeschobenen Kompanien des Bataillons mit überlegenen Kräften angegriffen, worauf sich die Kompanien auf verschiedene Hügel in der Gegend zurückziehen mussten.

Die Chinesen setzen ihren Angriff am 23. April fort und warfen dem Bataillon die 189. Division entgegen. 18:1 unterlegen sahen sich die Briten am Morgen des 24. April gezwungen, ihre Position aufzugeben und sich noch weiter zurückzuziehen. Am Nachmittag des 24. April war die effektive Kampfstärke auf 400–450 Mann gefallen. In der Nacht vom 24. auf den 25. April, konnten die Chinesen den Gipfel kurzzeitig erobern und damit die gesamte Position des Bataillons auf dem Hügel bedrohen. In einem Gegenangriff wurde der Gipfel zurückerobert, und die Chinesen nach Sonnenaufgang schließlich durch Luftangriffe vertrieben. Währenddessen begannen sich die UN-Truppen, nach einem weiteren chinesischen Angriff zurückzuziehen.  Am Morgen des 25. April unternahm das Bataillon einen Ausbruchsversuch; lediglich 63 Männer überlebten.

#### Nachwirkungen
Der Einsatz des Gloucester-Regiments schloss eine große Lücke in der Front der 29. Brigade, die ansonsten die Flanken Südkoreaner und der Amerikaner verwundbar gemacht hätte. Ihre Präsenz bedrohte auch die Nachhut der vorrückenden chinesischen Streitkräfte und verhinderte die Nutzung der südlichen Routen für ihre Artillerie und Maultierzüge.
Das Regiment hatte 56 Gefallene zu beklagen, weitere 522 gerieten in Kriegsgefangenschaft. Im November wurde das Regiment abgelöst und kehrte am 20. Dezember unter tosendem Jubel nach Southampton zurück. Die Kriegsgefangenen wurden ebenfalls mit großem Jubel empfangen, nachdem sie 1953 freigelassen worden waren. Im Koreakrieg kamen insgesamt 113 Soldaten des Regiments ums Leben, 36 von ihnen in Gefangenschaft. Am 11. November 2021 wurden die sterblichen Überreste von drei unbekannten Mitgliedern des Regiments auf dem United Nations-Friedhof in Busan beigesetzt.

## Kalter Krieg und Auflösung
Nach seiner Rückkehr in die Heimat stand das Regiment bei der Beerdigungsprozession von König George VI. am 15. Februar 1952 Spalier und erhielt am 26. April bei einer Zeremonie in Gloucester seine erste gemeinsame Standarte. Am 2. Juni 1953 nahm das Regiment an der Prozession zur Krönung von Königin Elizabeth II. teil. Zwischen 1955 und 1994 kehrte das Regiment zu militärischeren Aufgaben mit Einsätzen in Kenia, Aden, Bahrain, Zypern, Belize, Gibraltar sowie den afrikanischen Kolonien Swasiland, Mauritius, Bechuanaland und Basutoland zurück. Zwischen 1968 und 1991 absolvierte es sieben Einsätze in Nordirland während des Nordirlandkonflikt, bei denen fünf Soldaten getötet wurden.
Das Regiment entging knapp einer Fusion mit dem Royal Hampshire Regiment 1970 und feierte Anfang März 1994 sein 300-jähriges Bestehen.
Der Zerfall der Sowjetunion 1991 hatte die Regierung in London veranlasst, die Streitkräfte umzugestalten. Infolgedessen wurde das Gloucestershire-Regiment mit dem Duke of Edinburgh’s Royal Regiment (Berkshire and Wiltshire) zum Royal Gloucestershire, Berkshire and Wiltshire Regiment verschmolzen. Das Royal Gloucestershire, Berkshire and Wiltshire Regiment führt die Traditionen des Gloucestershire Regiment und seiner Vorgängerregimenter weiter.

## Regimentschefs
Colonel of the Regiment waren:
- 1881–1883: Major-General Julius Edmund Goodwyn (vormals 28th Regiment of Foot)
- 1881–1883: Lieutenant-General Sir Thomas Montagu Steele (vormals 61st Regiment of Foot)
- 1883–1897: General John William Sidney Smith
- 1897–1902: Lieutenant-General Sir John Patrick Redmond
- 1902–1912: Lieutenant-General William Roberts
- 1912–1913: Major-General Sir Francis Howard
- 1913–1918: Major-General Alexander L. Emerson
- 1918–1921: General Sir John S. Cowans
- 1921–1931: Lieutenant-General Sir Frederick Charles Shaw
- 1931–1947: Brigadier-General Alexander W. Pagan
- 1947–1954: Lieutenant-General Sir H. Edward de R. Wetherall
- 1954–1964: Major-General Charles E. A. Firth
- 1964–1971: Brigadier Philip C. S. Heidenstam
- 1971–1978: Brigadier Anthony P. A. Arengo-Jones
- 1978–1984: General Sir Anthony H. Farrar-Hockley
- 1984–1991: Lieutenant-General Sir C. John Waters
- 1991–1994 Major-General Robin Digby Grist

## Battle Honours
| 1694–1881                      | 1694–1881 |
| ------------------------------ | --- |
| 28th Regiment of Foot          | Ramillies, Louisburg, Guadaloupe 1759, Quebec 1759, Martinique 1762, Havannah, St Lucia 1778, Corunna, Barrosa, Albuhera, Vittoria, Waterloo, Alma, Inkerman, Sevastopol |
| 61st Regiment of Foot          | Maida, Talavera, Busaco, Salamanca, Chillianwallah, Goojerat, Punjaub, Delhi 1857 |
| 28th und 61st Regiment of Foot | Egypt, Pyrenees, Nivelle, Nive, Orthes, Toulouse, Peninsula |
| 1881–1951                      | |
| Zweiter Burenkrieg             | Defence of Ladysmith*, Relief of Kimberley*, Paardeberg*, South Africa 1899–1902 |
| Erster Weltkrieg               | Mons*, Retreat from Mons, Marne 1914, Aisne 1914 ’18, Ypres 1914 ’15 ’17*, Langemarck 1914 ’17, Gheluvelt, Nonne Bosschen, Givenchy 1914, Gravenstafel, St Julien, Frezenberg, Bellewaarde, Aubers, Loos*, Somme 1916 ’18*, Albert 1916 ’18, Bazentin, Delville Wood, Pozières, Guillemont, Flers-Courcelette, Morval, Ancre Heights, Ancre 1916, Arras 1917 ’18, Vimy 1917, Scarpe 1917, Messines 1917 ’18, Pilckem, Menin Road, Polygon Wood, Broodseinde, Poelcappelle, Passchendaele, Cambrai 1917 ’18, St Quentin, Bapaume 1918, Rosières, Avre, Lys*, Estaires, Hazebrouck, Bailleul, Kemmel, Béthune, Drocourt-Quéant, Hindenburg Line, Épehy, Canal du Nord, St Quentin Canal, Beaurevoir, Selle*, Valenciennes, Sambre, France and Flanders 1914–18, Piave, Vittorio Veneto*, Italy 1917–18, Struma, Doiran 1917*, Macedonia 1915–18, Suvla, Sari Bair*, Scimitar Hill, Gallipoli 1915–16, Egypt 1916, Tigris 1916, Kut al Amara 1917, Baghdad*, Mesopotamia 1916–18, Persia 1918 |
| Zweiter Weltkrieg              | Defence of Escaut*, St Omer-La-Bassée, Wormhoudt, Cassel*, Villers-Bocage, Mont Pincon*, Falaise*, Risle Crossing, Le Havre, Zetten, North-West Europe 1940 ’44–45*, Taukyan*, Paungde*, Monywa 1942, North Arakan, Mayu Tunnels, Pinwe*, Shweli, Myitson*, Burma 1942 ’44–45* |
| Koreakrieg                     | Hill 327, Imjin*, Korea 1950–51 |